# الیسا مارکیز
الیسا مارکیز (انگلیسی: Ellaisa Marquis؛ زادهٔ ۱ فوریهٔ ۱۹۹۱) بازیکن فوتبال اهل سنت لوسیا است.
وی همچنین در تیم‌های ملی فوتبال Saint Lucia women's national under-20 football team و Saint Lucia women's national football team بازی کرده‌است.